# Magnus Källström
Magnus Källström, född 1964, är en svensk runolog.

## Runologi
Källström är docent i nordiska språk. Han disputerade 2007 på avhandlingen ”Mästare och minnesmärken. Studier kring vikingatida runristare och skriftmiljöer i Norden”.
Källström är anställd på Runverket vid Riksantikvarieämbetet. Inom projektet Evighetsrunor arbetar Källström på en vetenskaplig utgåva av runinskrifter från Medelpad, inom ramen för verket Sveriges runinskrifter.

## Övrig verksamhet
Källström har tidigare varit verksam som arkeolog och antikvarie vid Stadsmuseet i Stockholm.